# Aeropuerto Benjamín Rivera Noriega
El Aeropuerto Benjamín Rivera Noriega (IATA: CPX, ICAO: TJCP, FAA LID: CPX) es un aeropuerto de uso público ubicado en la isla de Culebra que forma parte de Puerto       Rico. El aeropuerto es propiedad de la Autoridad de Puertos de Puerto Rico. Nacional de Sistemas Integrados de Aeropuertos para el período 2011-2015, que lo clasifica como un aeropuerto de aviación general. Sin embargo, el aeropuerto ofrece servicios regulares a pasajeros  a través de cuatro líneas aéreas comerciales. 
El aeropuerto de Culebra fue construido originalmente como un aeropuerto militar por el Cuerpo de Marines de Estados Unidos, que concreto su apertura en 1957. En 1965, el gobierno de Puerto Rico comenzó vuelos civiles desde San Juan a través de una compensación Legislativa.